# Andrzej Długosz
Pour les articles homonymes, voir Długosz.
Andrzej Długosz, né le 4 octobre 1978, à Nowy Sącz est un coureur de fond polonais spécialisé en course en montagne. Il est treize fois champion de Pologne de course en montagne et a terminé deuxième du Grand Prix WMRA 2007.

## Biographie
Après des études en gymnastique corrective à l'école supérieure professionnelle publique de Krosno, Andrzej découvre la discipline de course en montagne en 2000 qu'il apprécie tout de suite. Il démontre d'emblée de bonnes performances dans la discipline en remportant son premier titre de champion de Pologne de course en montagne en style anglo-saxon (montée et descente) le 5 août 2001 à Międzygórze.
En 2005, il prend la décision de s'entraîner tout seul. Son choix s'avère payant et il se révèle sur la scène internationale en décrochant la deuxième place de la course de Šmarna Gora derrière Robert Krupička.
Il connaît une bonne saison 2007. Prenant part au Grand Prix WMRA, il connaît une course compliquée au Grossglockner où il termine seulement 17e. Il effectue ensuite une excellente course à Schlickeralm où il décroche la deuxième place pour quatre secondes après une lutte serrée avec Marco Gaiardo. Il conclut la saison en beauté en s'imposant lors de la finale à Šmarna Gora, battant le Tchèque Robert Krupička de 35 secondes. Il termine deuxième du classement du Grand Prix derrière Marco Gaiardo, ce dernier ayant participé à toutes les manches.
Malgré ses nombres titres nationaux et ses bonnes performances sur la scène internationale, Andrzej ne participe que rarement aux championnats d'Europe ou du monde, étant donné la manque de soutien de la discipline de la part de la Fédération polonaise d'athlétisme,.

## Palmarès
| no  | masculin           | Course                                 | Longueur | Départ            | Temps          |
| --- | ------------------ | -------------------------------------- | -------- | ----------------- | -------------- |
| 2e  | Médaille d'argent  | Course de Šmarna Gora                  | 9,2 km   | 29 octobre 2005   | 41 min 3 s     |
| 2e  | Médaille d'argent  | Course de montagne du Kitzbüheler Horn | 12,9 km  | 3 septembre 2006  | 1 h 0 min 28 s |
| 3e  | Médaille de bronze | Course de Šmarna Gora                  | 9,2 km   | 7 octobre 2006    | 40 min 31 s    |
| 3e  | Médaille de bronze | Course du Rocher de Gibraltar          | 11,8 km  | 28 octobre 2006   | 44 min 0 s     |
| 2e  | Médaille d'argent  | Course de Schlickeralm                 | 11,2 km  | 5 août 2007       | 1 h 0 min 51 s |
| 2e  | Médaille d'argent  | Course de montagne du Feuerkogel       | 11 km    | 12 août 2007      | 1 h 0 min 25 s |
| 1re | Médaille d'or      | Course de Šmarna Gora                  | 9,2 km   | 6 octobre 2007    | 41 min 25 s    |
| 2e  | Médaille d'argent  | Course de montagne du Grintovec        | 9,6 km   | 27 juillet 2008   | 1 h 22 min 8 s |
| 2e  | Médaille d'argent  | Course de montagne du Feuerkogel       | 11 km    | 10 août 2008      | 58 min 58 s    |
| 1re | Médaille d'or      | Course de montagne du Karwendel        | 11 km    | 21 juillet 2012   | 1 h 1 min 4 s  |
| 2e  | Médaille d'argent  | Course de montagne du Hochfelln        | 8,9 km   | 30 septembre 2012 | 43 min 42 s    |
| 1re | Médaille d'or      | Course de montagne du Karwendel        | 11 km    | 20 juillet 2013   | 1 h 3 min 33 s |
| 3e  | Médaille de bronze | Course de montagne du Hochfelln        | 8,9 km   | 29 septembre 2013 | 43 min 6 s     |
| 1re | Médaille d'or      | Drei Zinnen Alpine Run                 | 17,5 km  | 12 septembre 2015 | 1 h 31 min 1 s |
| 3e  | Médaille de bronze | Course de montagne du Hochfelln        | 8,9 km   | 27 septembre 2015 | 44 min 12 s    |
| 3e  | Médaille de bronze | Course de montagne du Karwendel        | 11 km    | 16 juillet 2017   | 1 h 2 min 13 s |
| 1re | Médaille d'or      | Course de montagne du Karwendel        | 11 km    | 14 juillet 2018   | 1 h 8 min 6 s  |